# Мухаммад Алі Богра
Мухаммад Алі Богра (урду محمد علی بوگرہ; 19 жовтня 1909 — 23 січня 1963) — пакистанський державний діяч, 3-й прем'єр-міністр Пакистану (1953—1955).

## Життєпис

### Молоді роки
Походив зі знатного (заміндарського) бенгальського роду Чоудхурі, традиційно дуже близького до британської монархії. Онук Саїда Алі Чоудхурі (наваб Дганбарі і Богри), одного із засновників Дакського університету, що став першим бенгальським мусульманином, який був призначений міністром (освіти). Син Саїда Альтаф Алі Чоудхурі, віце-президента фракції Мусульманської ліги у Східній Бенгалії. Народився 1909 року в Барісалі. Спочатку звався Саїд Мухаммад Алі Чоудхурі.
Спочатку навчався в Гастінгс Хаузі у Богрі. У 1930 році закінчив президентський коледж університету Калькутти з присвоєнням ступеня бакалавра політичних наук. Був активістом Всеіндійської мусульманської ліги.
У 1937 році був обраний до Законодавчих зборів Бенгалії від Всеіндійської мусульманської ліги. З 1938 до 1942 року був головою округу Богра. У 1943 році став парламентським секретарем головного міністра Бенгалії Хаваджа Назімуддіна. У 1946 році він був призначений міністром охорони здоров'я, фінансів та місцевого самоврядування Бенгалії. На цій посаді заснував Медичний коледж Даккі та Медичний коледж Калькутта-Лейк.

### Дипломатична діяльність
Підтримав заклик Мусульманської ліги до створення Пакистану через розподіл Британської Індії. Після утворення окремої держави у 1947 році був обраний до Установчих зборів Пакистану. Виступав противником утисків бенгальської мови, що викликало невдоволення генерал-губернатора Мухаммеда Алі Джинни.
У 1948 році був призначений послом у Бірмі. На цій посаді він висловив стурбованість з приводу експансії комуністів у Пакистані, припустивши, що якщо уряд Бірми досягне успіху в придушенні комуністів, цілком можливо, що вони можуть змістити центр своїх зусиль до Пакистану. У 1949 році був призначений послом до Канади.
У 1952 році за підтримки генерал-губернатора Гулама Мухаммада отримує призначення послом до США. Більшість експертів виголошують на нього відповідальність за подальшу залежність країни від Сполучених Штатів, оскільки прагнув домогтися максимального посилення військової та економічної допомоги Пакистану. Втім він виконував лише вказівки прем'єр-міністра Ходжи Назімуддіна. Сформулював ідею «прифронтової держави» для стримування поширення комуністичних ідей у світі. Транслював американському істеблішменту «ключове повідомлення» про те, що пакистанські військові є єдиними військовими в регіоні, які борються проти експансії Радянського Союзу.

### Прем'єрство
У квітні 1953 року Г.Мухаммад відправив у відставку прем'єр-міністра Ходжу Назімуддіна. Богра був відкликаний з Вашингтона для консультацій і невдовзі очолив уряд країни. Водночас обійняв посаду міністра закордонних справ та міністра оборони Пакистану. Через три дні після його призначення прем'єр-міністром президент США Дуайт Ейзенхауер наказав відправити кілька тисяч тонн пшениці до Пакистану, а державний секретар США Джон Фостер Даллес назвав Пакистан «оплотом свободи в Азії». 
У період свого перебування на посаді підписав кілька договорів із США (у травні 1954 року — Договір про взаємну оборону, у вересні 1954 року про приєднання до СЕАТО, у лютому 1955 року — Багдадський пакт). Разом з тим у внутрішній політиці слідував курсом, визначеним Гуламом Мухаммадом.
На посаді глави уряду взяв на себе ініціативу щодо вирішення кашмірського конфлікту з Індією. Під час коронації королеви Єлизавети II 2 June 1953 року провів зустріч із прем'єр-міністром Індії Джавахарлалом Неру. Потім політики обмінялися державними візитами та між ними встановилися добрі взаємини. Лідери двох країн зрештою домовилися про плебісцит в індійському Кашмірі, але цю ідею не вдалося реалізувати через втрату прем'єр-міністром Пакистану підтримки з боку лівих.
У внутрішній політиці його пріоритетом стало ухвалення Конституції. У жовтні 1953 року він вніс до Установчих зборів пропозиції про створення федеративної парламентської республіки, які отримали назву «Формула Богри». Глава уряду запропонував створити двопалатний парламент із рівним представництвом від п'яти провінцій країни: Пенджабу, Хайбер-Пахтунхва, Белуджістана, Сінду та Бенгалії. Відповідно до неї, більша кількість виборчих округів була надана Бенгалії, яка мала 165 зарезервованих місць на відміну від Пенджабу, в якому було 75, Хайбер-Пахтунхва, в якому було 24, Синд, в якому було 19, та Белуджістана, який мав 17 зарезервованих місць. Племінні райони, столична область Карачі, Бахавалпур, Хайпур, Союз Белуджистану були об'єднані у 24 зарезервовані місця. «Формула Богра» скасовувала посаду генерал-губернатора, який представляв британську монархію в країні, яка мала бути постом президента. Президент мав обиратися на строк 5 років Колегією виборщиків, утвореною обома палатами: Національними зборами та Сенатом. Наділений додатковими повноваженнями Верховний суд мав витіснити з поля державного арбітра духовенство. Ці ініціативи отримали широку громадську підтримку у Східному та Західному Пакистані.
Проти цьому проєкту виступив Гулам Мухаммад, який був прихильником унітарної держави з єдиною політичною нацією — пакистанці. У жовтні того ж року Г.Мухаммад також розпустив Установчі збори, впровадивши надзвичайний стан. Богрі було нав'язані на посади міністра внутрішніх справ і міністра оборони політичні союзники генерал-губернатора — Іскандер Мірза і Мухаммад Аюб Хан відповідно. Цим на тривалий час було поховано парламентаризм в країні. Мухаммад Алі Богра не чинив спротиву, погодившись з усіма діями Гулама Мухаммада.
Перед тим, 1954 року на загальних виборах у Східній Бенгалії перемогу здобула опозиція на чолі з Фазл-уль-Хаком, яка домогалася незалежності Східної Бенгалії в умовах утисків бенгальської мови. Уряд Пакистану змістив кабінет Східної Бенгалії, було запроваджено пряме правління генерал-губернатора.
На Бандунгській конференції в Індонезії 1955 року провів перші переговори між Пакистаном та КНР. У серпні того ж році новий генерал-губернатор Іскандер Мірза змусив Мухаммада Алі Богру піти у відставку, якого змінив Чоудхурі Мухаммад Алі.

### Подальша діяльність
Знову було призначено послом у США, де перебував до 1959 року. У 196 рокці призначено на посаду міністра закордонних справ Пакистану. Невдовзі після свого призначення він відвідав КНР, де розпочав переговори з китайським керівництвом, яке зрештою призвело до історичного та мирного врегулювання з Китаєм та демаркацією північних кордонів країни. Проводив проамериканський зовнішньополітичний курс, але після підтримки Заходом Індії під час китайсько-індійської прикордонної війни 1962 року докладав зусиль для поліпшення відносин із Радянським Союзом.
Раптово помер 1963 року. Похований на території палацу Богра Наваб у Бангладеш.